# Обувная промышленность Кубы
Обувная промышленность Кубы является одной из отраслей экономики Кубы.

## История
Развитие обувной промышленности (в виде кустарных ремесленных мастерских) на острове началось в колониальные времена.
После начала войны за независимость испанских колоний в Южной Америке в начале XIX века Испания пошла на существенные уступки кубинцам в торгово-экономической сфере, и в 1818 году — предоставила право свободной торговли, что способствовало развитию экономики и местной промышленности на острове.
В 1891 году между США и Испанией был заключён торговый договор, в результате которого влияние США на экономику Кубы существенно усилилось.

### 1898—1958
В 1898 году, после окончания войны за независимость Куба перешла под контроль США (американская оккупация острова продолжалась до 20 мая 1902 года, в 1903 году была принята «поправка Платта», разрешавшая США вводить на Кубу войска без санкции со стороны правительства). Таким образом, Куба была фактически превращена в полуколонию США.
В 1920—1927 годы в стране появилось несколько крупных обувных фабрик, однако развитию кубинской лёгкой промышленности воспрепятствовали компании США. В результате, уже в 1927 году начались забастовки обувщиков, текстильщиков и шляпников, к которым присоединились представители других категорий населения. В дальнейшем, начавшийся в 1929 году всемирный экономический кризис тяжело отразился на экономике страны.
29 мая 1934 года «поправка Платта» была отменена, но на территории Кубы осталась американская военная база Гуантанамо, а уже в августе 1934 года между США и Кубой был подписан новый неравноправный торговый договор, закрепивший зависимость Кубы от США. После начала второй мировой войны в сентябре 1939 года торгово-экономические отношения с Европой оказались затруднены, влияние европейских стран на Кубу стало снижаться (а влияние США - увеличиваться).
В связи с продолжавшимся импортом готовой обуви из США, к началу 1950х годов обувная промышленность Кубы была слаборазвита (одним из центров производства обуви являлась провинция Гавана, вторым - провинция Матансас; кроме того, небольшие предприятия и мелкие кустарные мастерские были рассредоточены по другим городам Кубы).
В 1958 году в стране было произведено 11,5 млн пар обуви (несмотря на то, что обувное производство в это время входило в число основных, наиболее развитых отраслей лёгкой промышленности).

### 1959—1991
После победы Кубинской революции в январе 1959 года США прекратили сотрудничество с правительством Ф. Кастро и стремились воспрепятствовать получению Кубой помощи из других источников. Власти США ввели санкции против Кубы, а 10 октября 1960 года правительство США установило полное эмбарго на поставки Кубе любых товаров (за исключением продуктов питания и медикаментов).
В результате, в 1959 году были созданы Центральный совет планирования, министерство промышленности и министерство внутренней торговли. C начала 1960-х годов правительство Кубы активизировало развитие лёгкой промышленности, проходившее при содействии СССР и других социалистических государств. Развитие химической промышленности позволило освоить выпуск резиновой обуви.
В 1966 году при содействии ЧССР в Гаване была построена и введена в эксплуатацию обувная фабрика мощностью 1,5 млн. пар обуви в год.
7 июня 1967 года было создано министерство лёгкой промышленности Кубы (Ministerio de la Industria Ligera), в ведение которого передали вопросы обувной промышленности.
В связи с отвлечением в 1969-1970 гг. значительных трудовых, материальных ресурсов и транспортных средств на уборку и переработку сахарного тростника ряд предприятий в 1970 году недовыполнил производственные планы, но с середины 1970 года в стране были приняты меры по повышению производительности труда путём улучшения организации и введения нормирования труда. В результате, в 1971 году объемы производства продукции в лёгкой промышленности увеличились и превысили уровень 1970 года. Всего в 1971 году было выпущено 14,2 млн. пар обуви. 
12 июля 1972 года Куба вступила в Совет экономической взаимопомощи, и правительством Кубы была принята комплексная программа социалистической экономической интеграции, в соответствии с которой в лёгкой промышленности началось внедрение стандартов стран СЭВ. В кожевенно-обувной промышленности начался процесс постепенного укрупнения мелких предприятий и их оснащение новым производственным оборудованием.
В 1975 году в стране было произведено 30 млн пар обуви.
В дальнейшем, собственные объёмы производства обуви в стране несколько снизились, так как Куба закупала часть готовой обуви в других странах СЭВ. В начале 1980-х годов кожевенно-обувная промышленность работала в основном на местном сырье, в стране ежегодно выпускалось свыше 20 млн пар кожаной обуви и несколько миллионов пар резиновой обуви; крупнейшие предприятия отрасли в это время находились в городах Гавана, Камагуэй и Матансас.

### После 1991
Распад СССР и последовавшее разрушение торгово-экономических и технических связей привело к ухудшению состояния экономики Кубы в период после 1991 года. Правительством Кубы был принят пакет антикризисных реформ, введён режим экономии.
В октябре 1992 года США ужесточили экономическую блокаду Кубы и ввели новые санкции (Cuban Democracy Act). 12 марта 1996 года конгресс США принял закон Хелмса-Бёртона, предусматривающий дополнительные санкции против иностранных компаний, торгующих с Кубой. Судам, перевозящим продукцию из Кубы или на Кубу, было запрещено заходить в порты США.
В сложившихся условиях собственное производство обуви в стране сократилось, активизировалась производственная кооперация с КНР и некоторыми другими странами.
Начавшийся в 2008 году экономический кризис привёл к снижению производства обуви (с 3628,2 тыс. пар в 2008 году до 2421,8 тыс. пар в 2009 году и 1708,2 тыс. пар в 2010 году; в дальнейшем производство несколько увеличилось — до 2530,1 тыс. пар в 2013 году и 2523,4 тыс. пар в 2014 году). Тем не менее, в 2013 и 2014 году страна импортировала свыше 30 млн пар обуви, поэтому в начале ноября 2014 года министерством промышленности Кубы было принято решение о развитии обувной промышленности и увеличении производства обуви (предлагается построить две обувные фабрики, одна из которых должна находиться в районе столицы).

## Современное состояние
С 2012 года обувная промышленность страны находится в ведении отдела GEMPIL (Grupo Empresarial de la Industria Ligera) министерства промышленности Кубы.